# Idy Chan
Idy Chan, de son vrai nom Chan Yuk-lin (陳玉蓮, née le 25 mars 1960), est une actrice taïwano-canadienne d'origine hongkongaise très populaire dans les années 1980 où elle était connue comme l'une des « Cinq beautés de TVB ».

## Biographie
Ayant rejoint l'industrie du divertissement en 1977, elle est surtout connue pour son interprétation de trois des personnages des Chants du chasseur d'aigles, celui de Xiaolongnü (en) aux côtés d'Andy Lau dans le rôle de Yang Guo (en) dans l'adaptation de TVB de 1983 (en) du roman wuxia de Louis Cha, Le Justicier et l'Aigle mythique, celui de Huang Rong (en) dans l'adaptation de China Television de 1988 (en) aux côtés de Howie Wong dans le rôle de Guo Jing (en) et celui de Xiaozhao avec Adam Cheng dans le rôle de Zhang Wuji (en) dans The Heaven Sword and Dragon Saber (en) de 1978.
En 1982, elle joue également Wang Yuyan dans les adaptations télévisuelles (en) et cinématographiques de Demi-dieux et Semi-démons. Surtout populaire à la télévision, elle apparaît cependant dans de nombreux films du début des années 1980 au début des années 1990, comme Casino Raiders.
Hors de l'écran, sa longue romance de 5 ans (1978-1983) avec Chow Yun-fat fait également les gros titres dans les premiers jours de leur carrière à la télévision. Le tournage de la série The Return of the Condor Heroes abouti à l'amour non réciproque d'Andy Lau pour elle. Idy s'installe à New York pendant son court mariage avec l'homme d'affaires Peter Chan Siu-moo.
Idy Chan est moins active depuis 1993. En 2007, elle revient pour tourner la série Catch Me Now (en), qui marque également son retour sur l'écran. Depuis, elle apparaît parfois dans des émissions de télévision en Chine continentale et à Hong Kong. En plus de gérer sa propre entreprise et celle de sa famille dans la publicité et la restauration, elle est également une bénévole active de nombreuses œuvres de bienfaisance.

## Victoires à la loterie
À Hong Kong, elle est l'objet d'une rumeur disant qu'elle a gagné plusieurs fois à la loterie. L’une de ses réponses les plus médiatisées est dans l'émission Be My Guest (en) en 2007. Interviewée par Stephen Chan Chi-wan qui lui demande si elle a vraiment gagné la loterie canadienne de 17 millions $ et la loterie de Hong Kong de 30 millions $. Elle détourne la question en déclarant y répondre en privé.

## Filmographie

### Télévision
| Année | Titres                                                           | Rôle                | Notes    |
| ----- | ---------------------------------------------------------------- | ------------------- | -------- |
| 2012  | Silver Spoon, Sterling Shackles/名媛望族                         | Aisin Gioro Yee-yin |          |
| 2012  | Love Thy Family/愛回家                                           |                     |          |
| 2008  | Catch Me Now/原來愛上賊                                          | Bao Yung-Yung       |          |
| 1993  | Can't Stop Loving You/愛到盡頭                                   |                     | téléfilm |
| 1992  | Thief Of Time/群星會                                             |                     |          |
| 1992  | The Key Man/巨人                                                 |                     |          |
| 1992  | Red Lanterns Hanging High/大紅燈籠高高挂                         |                     | (CTS)    |
| 1991  | Days of Glory/豪門                                               |                     | (aTV)    |
| 1990  | Yesterday, Today, and Tomorrow/玉梨魂                            |                     | téléfilm |
| 1989  | Queen Singer/賽金花                                              |                     | (TTV)    |
| 1988  | The Legend of the Condor Heroes/射雕英雄傳                       | Huang Rong          |          |
| 1987  | The Grand Canal/大運河                                           |                     |          |
| 1986  | The Upheaval/小島風雲                                            |                     |          |
| 1985  | The Battlefield/楚河漢界                                         | Yu                  |          |
| 1985  | The Brave Squad/好女當差                                         |                     |          |
| 1985  | Pink Lady/紅粉佳人                                               |                     |          |
| 1984  | Love Me, Love Me Not/信是有緣                                    |                     |          |
| 1983  | The Return of the Condor Heroes/神鵰俠侶                         | Siu-lung-nui        |          |
| 1983  | In The Same Boat/四海一家                                        |                     |          |
| 1982  | The Wild Bunch/十三太保                                          |                     |          |
| 1982  | Demi-Gods and Semi-Devils/I & II 天龍八部 之 六貾神劍 - 虛竹傳奇 | Wong Yu-yin         |          |
| 1981  | The Hawk/飛鷹                                                    |                     |          |
| 1981  | Come Rain, Come Shine/風雨晴                                     |                     |          |
| 1980  | This Land Is Mine/風雲                                           |                     |          |
| 1979  | Chor Lau-heung/楚留香 之 無花傳奇 - 最後一戦                     |                     |          |
| 1979  | The Twins/絕代雙驕                                               |                     |          |
| 1978  | The Heaven Sword and Dragon Saber/倚天屠龍記                     | Siu-chiu            |          |
| 1997  | Below the Lion Rock 獅子山下                                     |                     |          |

### Cinéma
- The Way We Are/天水圍的日輿夜 (2008) - Caméo
- A Warrior's Tragedy/邊城浪子 (1993)
- The Monks From Shaolin/智勇和尚(1992)
- Sisters of the World Unite/莎莎嘉嘉站起來 (1991)
- Blood Stained Tradewinds/血在風上(1990)
- Whampoa Blues/壯志豪情(1990)
- Kawashima Yoshiko/川島芳子 (1990)
- Stage Door Johnny/舞台姊妹(1990)
- L'Air du Temps/時代之風(1990)
- Casino Raiders/至尊無上 (1989)
- Maybe Next Time/緣份游戲 (1989)
- Rule of The Game/遊戲規則 (1989)
- The Crazy Companies/最佳損友(1988)
- Edge Of Darkness/陷阱邊沿 (1988)
- I Am Sorry/說謊的女人(1988)
- On The Run/亡命鴛鴦(1988)
- The Siamese Twins/連體(1984)
- Last Night's Light/昨夜之燈 (1983)
- The Sweet and Sour Cops Part II/摩登雜差 (1982)
- Demi-Gods and Semi-Devils/天龍八部 (1982)
- Shaolin contre Wu Tong/少林與武當(1981)
- The Extras/茄哩啡 (1978)